# Liste der Monuments historiques in Reinhardsmunster
Die Liste der Monuments historiques in Reinhardsmunster führt die Monuments historiques in der französischen Gemeinde Reinhardsmunster auf.

## Liste der Bauwerke
| Bezeichnung      | Beschreibung                                                                    | Standort                  | Kennzeichnung | Schutzstatus | Datum | Bild           |
| ---------------- | ------------------------------------------------------------------------------- | ------------------------- | ------------- | ------------ | ----- | -------------- |
| Burg Ochsenstein | Ruine einer Felsenburg, 12. oder 13. Jahrhundert, im 16. Jahrhundert aufgegeben | westlich des Ortes (Lage) | PA00084899    | Classé       | 1898  | weitere Bilder |

## Liste der Objekte
| Bezeichnung | Beschreibung                       | Standort                      | Kennzeichnung | Schutzstatus | Datum | Bild |
| ----------- | ---------------------------------- | ----------------------------- | ------------- | ------------ | ----- | ---- |
| Tabernakel  | Holz, farbig gefasst und vergoldet | in der Kirche St-Léger (Lage) | PM67000233    | Classé       | 1975  |      |